# Instituto Europeo de Itinerarios Culturales
El Instituto Europeo de Itinerarios Culturales (IEIC) es una agencia técnica y de servicio público europea que se creó en virtud de un acuerdo político entre el Consejo de Europa y el Gran Ducado de Luxemburgo. 

## Historia

### Antecedentes
En el año 1960 un grupo de trabajo del Consejo de Europa presentó un informe orientado a la «toma de conciencia colectiva de los altos lugares culturales de Europa y de su incorporación en la civilización del ocio». Tras las conclusiones del mismo se buscó desde el inicio «redescubrir el común patrimonio europeo por el viaje».
El 24 de enero de 1984 la Recomendación 987 de la Asamblea Parlamentaria y la Orden del Comité de ministros correspondiente invitan a todos los países miembros a apoyar el lanzamiento de los itinerarios culturales europeos que evidencien concretamente la comunidad cultural europea, abarcando también a países de la Europa central y oriental.

### Lanzamiento del programa
En 1987 se lanza el programa con el primer Itinerario Cultural Europeo: Los Caminos de Santiago de Compostela.
Desde 1998, se ha encargado de garantizar la continuidad y el desarrollo del programa Itinerarios Culturales del Consejo de Europa en los 49 países signatarios de la Convención Cultural y, según los temas, en los países que han tenido o que todavía tener relaciones comerciales, culturales y políticas con Europa.
El IEIC tiene su sede en el Centro cultural de Encuentro Abadía de Neumünster, en Luxemburgo, y acoge regularmente en sus locales a los responsables de las redes de los itinerarios, los portadores de proyectos, investigadores y estudiantes, así como al gran público. El IEIC tiene igualmente por misión organizar coloquios temáticos, colaborar en la puesta en marcha y en la gestión de los Itinerarios, participar en salones especializados, a través de un trabajo constante de tomar en cuenta la conexión entre cultura, turismo y medio ambiente.
Desde 2015, la gestión del Instituto ha estado a cargo de Stefano Dominioni, quien sucede a Penélope Denu (quien ocupó su cargo de 2011 a 2015), que reemplazó a Michel Thomas-Penette (en el cargo de 1998 a 2011). La presidencia del Instituto está a cargo de Christian Biever, quien sucede a Robert Philippart, Colette Flesch, Erna Hennicot-Schoepges y Guy Dockendorf.
En 2008, la Comisión Europea reconoció al IEIC como «organismo activo a nivel europeo en el ámbito de la cultura».